# Noogenèse
La noogenèse (du grec ancien : νοῦς, « l’esprit », et γένεσις, « origine, source, naissance, création ») est l'émergence et l'évolution de l'intelligence,,

## Origine et signification du terme
Le terme est mentionné pour la première fois par le médecin Hugh Doherty en 1871, dans le chapitre « Noogenesis » du livre Organic Philosophy.
Le terme est mentionné à plusieurs reprises dans  Le Phénomène humain, œuvre du philosophe et théologique Pierre Teilhard de Chardin, paru à titre posthume en 1955 :

« Avec et dans la crise de la Réflexion, ce n’est rien moins que le terme suivant de la série qui se découvre. La Psychogenèse nous avait conduit jusqu’à l’Homme. Elle s’efface maintenant, relayée ou absorbée par une fonction plus haute : l’enfantement d’abord, puis ultérieurement tous les développements de l’Esprit, — la Noogenèse. Quand, pour la première fois, dans un vivant, l’instinct s’est aperçu au miroir de lui-même, c’est le Monde tout entier qui a fait un pas. »

« Je ne connais point de scène plus émouvante, ni plus révélatrice de la réalité biologique d’une Noogénèse, que celle de l’intelligence tendue, depuis les origines, à surmonter, pied à pied, l’illusion encerclante de la Proximité. »

« Dans les perspectives d’une Noogénèse, Temps et Espace véritablement s’humanisent — ou plutôt ils se sur-humanisent. Loin de s’exclure, Universel et Personnel (c’est-à-dire «Centré») croissent dans le même sens et culminent l’un dans l’autre en même temps. »

« Erreur, donc, de chercher du côté de l’impersonnel les prolongements de notre être et de la noosphère. L’Universel-Futur ne saurait être que de l’hyper-personnel,  — dans le point Oméga. »

L'absence de tout type de définition du terme a conduit à diverses interprétations reflétées dans le livre,,, y compris « la période contemporaine de l'évolution de la Terre, signifiée par la transformation de la biosphère sur la sphère de l'intelligence - noosphère » « évolution dirigée par l'esprit humain » , etc. L'interprétation la plus répandue est considérée comme « l'émergence de l'esprit, qui suit la geogénèse, biogenèse et anthropogenèse, la formation d'une nouvelle sphère sur la Terre nommé - noosphère ».

## Développements récents

### Compréhension moderne

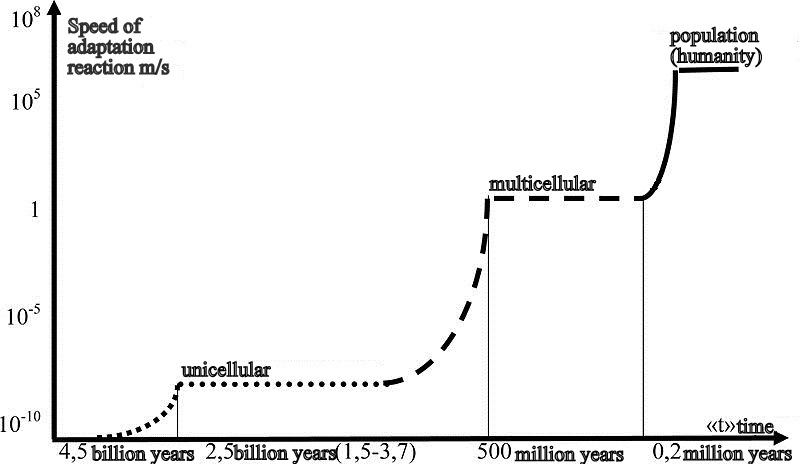
Évolution de la vitesse de réaction. Dans l'organisme unicellulaire, le taux de mouvement des ions à travers la membrane atteint e-10 m/s, l'eau à travers la membrane circule à e-6 m/s ; le liquide intracellulaire (cytoplasme), 2 e-5 m/s. Dans un organisme multicellulaire, la vitesse du sang à travers les vaisseaux est de ~0,05 m/s ; l'impulsion le long des fibres nerveuses atteint ~100 m/s. Au sein d'une population humaine, les communications par le son (voix et audio) circulent à ~300 m/s, les ondes électromagnétiques, dont la lumière, à ~3 e8 m/s.

En 2005, Alexei Eryomin, dans une monographie sur la noogenèse et la théorie de l'intelligence a proposé un nouveau concept de la Noogenèse pour comprendre l'évolution des systèmes intellectuels, les concepts de systèmes intellectuels, la logistique de l'information, la vitesse de l'information, l'énergie intellectuelle, potentiel intellectuel, consolidé dans une théorie de l'intelligence qui combine les paramètres biophysiques de l'énergie, la quantité d'information intellectuelle, son accélération (fréquence, vitesse) et la distance qu'il est en cours d'envoi dans une formule. Selon la nouvelle hypothèse, le concept propose de poursuivre l'évolution pronostique progressive de l'espèce Homo sapiens, l'analogie entre le cerveau humain avec l'énorme quantité de cellules neurales tirant en même temps et fonctionne de manière similaire à la société humaine.

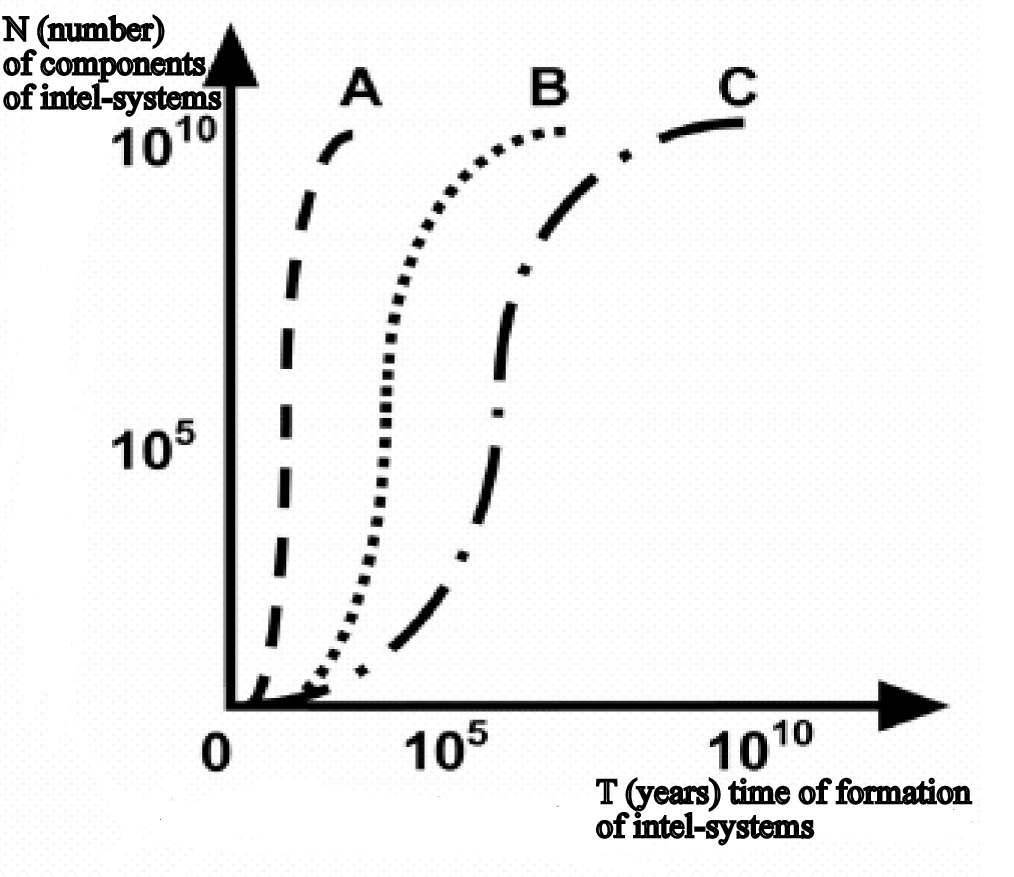
Nombre d'itérations de composants dans les systèmes intellectuels. A - nombre de neurones dans le cerveau au cours du développement individuel (de l'ontogenèse), B - nombre de personnes (évolution des populations de l'humanité), C - nombre de neurones dans le système nerveux des organismes au cours de l'évolution (phylogenèse).

Une nouvelle compréhension du terme « Noogenèse » comme étant une évolution de l'intelligence a été proposée par Alexei Eryomin. Une hypothèse basée sur la théorie de la récapitulation l'évolution du cerveau humain au développement de la civilisation humaine. Le parallèle entre le nombre de personnes vivant sur la Terre et la quantité de neurones devient de plus en plus évident, ce qui nous conduit à l'affichage de l'intelligence globale comme une analogie pour le cerveau humain. Toutes les personnes vivant sur cette planète ont sans doute hérité des trésors culturels étonnants du passé, que ce soit la production, le social et l'intellectuel. Nous sommes génétiquement câblé comme une sorte de « RAM en direct » du système intellectuel mondial. Alexei Eryomin suggère que l'humanité se dirige vers un système d'information intellectuel, autonome et unifié. Ses recherches ont montré la probabilité de Super Intelligence qui se rendre compte d'une Intelligence global sur Terre. On pourrait se rapprocher de la compréhension des modèles et des lois les plus profondes de l'Univers si ces types de recherche ont reçu suffisamment d'attention. En outre, la ressemblance entre le développement humain individuel et ceux de toute la race humaine doit être explorée plus en avant si nous voulons faire face à quelques-unes des menaces durant l'avenir.
Par conséquent, en généralisant la synthèse :

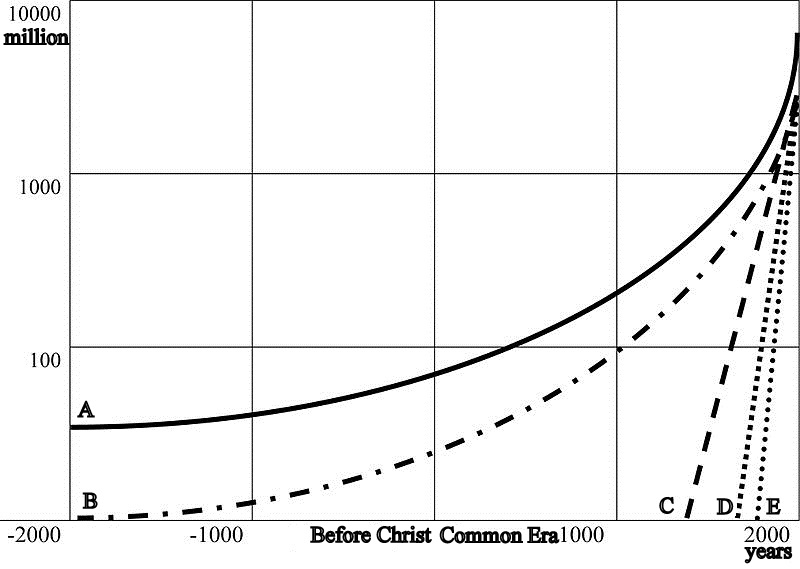
L'émergence et l'évolution des info-interactions au sein des populations de l'humanité A - Population humaine mondiale → 7 milliards ; B - nombre de personnes alphabétisés ; C - nombre de livres de lecture (avec le début de l'impression) ; D - nombre de récepteurs (radio, télévision) ; E - nombre de téléphones, ordinateurs, utilisateurs d'Internet.

« La Noogenèse est un processus d'expansion dans l'espace et le développement. Noogenèse représente dans le temps (évolution) des systèmes intelligents (matière intelligente) un ensemble naturel, reliés entre eux, caractérisé par une certaine séquence temporelle des transformations structurelles et fonctionnelles de l'ensemble de la hiérarchie et un ensemble de l'interaction entre eux sur les structures de base et sur des processus allant de la formation et la séparation du système rationnel au présent (la phylogenèse des systèmes nerveux des organismes, l'évolution de l'humanité comme un systèmes intelligents autonomes) ou la mort (au cours de l'ontogenèse du cerveau humain).". »

### Nature interdisciplinaire
Le terme « noogenèse » peut être utilisé dans une variété de domaines, à savoir la médecine,, biophysique, sémiologie, mathématiques, Technologies de l' information, la psychologie, la théorie sur l'évolution global, etc. rendant ainsi une véritable transversalité. En astrobiologie, la Noogenèse concerne l'origine de la vie intelligente et plus particulièrement les civilisations technologiques capables de communiquer avec les humains ou capable de se rendre à la Terre. L'absence de preuves à propos de l'existence d'une vie extraterrestre est à l'origine du paradoxe de Fermi.

## Aspects de l'émergence et l'évolution de l'esprit

### Pour les paramètres du phénomène «noo», «intellectus»
L'émergence de l'esprit humain est considéré comme l'un des cinq phénomènes fondamentaux de l'évolution émergente. Pour comprendre l'esprit, il est nécessaire de déterminer comment la pensée humaine se distingue des autres êtres pensants. De telles différences incluent la capacité de générer des calculs, de combiner des concepts différents, d'utiliser des symboles mentaux, et de penser abstraitement.
La connaissance du phénomène des systèmes intelligents — l'émergence de la raison (Noogenèse) se résume à :
- l'émergence et l'évolution des « sapiens » (phylogenèse) ;
- une conception d'une nouvelle idée (idée, créativité synthèse, l'intuition, la prise de décision, eurêka) ;
- le développement d'un esprit individuel (ontogenèse) ;
- l'apparence du concept de l’intelligence Global[14].

Plusieurs ouvrages publiés qui n'emploient pas le terme « Noogenèse », cependant, répondre à certaines tendances dans l'émergence et le fonctionnement de l'intelligence humaine: la mémoire de travail capacité ≥ 7, capacité à prédire, pronostic, hiérarchiques (6 couches de neurones) système d'information d'analyse, conscience, mémoire, générés et les propriétés d'information consommées, etc. Ils ont également mis les limites de plusieurs physiologiques aspects de l'intelligence humaine. Conception d'émergence de perspicacité.

### Aspects de l'évolution deHomo sapiens
Développement de l'évolution historique et l'émergence de Homo sapiens comme des espèces, comprennent l'émergence de concepts tels que anthropogenèse, phylogenèse, morphogenèse, céphalisation, systémogenèse, l'autonomie des systèmes de la cognition. D'autre part, le développement d'un intellect de l'individu traite des concepts de l'embryogenèse, ontogenèse, morphogenèse, neurogenèse, fonction nerveuse supérieure de Ivan Pavlov  et sa philosophie de l'esprit. En dépit du fait que la maturité morpho est généralement atteint par l'âge de 13 ans, le fonctionnement définitif des structures cérébrales n'est pas complète jusqu'à environ 16-17 ans.

### Avenir de l'intelligence
Bio-informatique, génie génétique, noopharmacologie, charge cognitive, stimulation cérébrale, l'utilisation efficace des états modifiés de conscience, l'utilisation de la cognition non-humaine, la technologie de l'information (TI), l'intelligence artificielle (IA) sont tous considérées comme des méthodes efficaces de promotion de l'intelligence,.

## Enjeux et nouvelles perspectives de recherche
Le développement du cerveau humain, la perception, la cognition, la mémoire et la neuroplasticité sont des problèmes non résolus dans le domaine de la neurosciences. Plusieurs méga-projets sont en cours dans: Américain BRAIN initiative, Européenne Human Brain Project, la Chine Brain Project, Blue Brain Project, Allen Brain Atlas, projet Connectome, Google Brain, dans le but de mieux comprendre la fonctionnalité du cerveau ainsi que l'intention de développer la performance cognitive humaine dans l'avenir avec l'intelligence artificielle, l'information, la communication et la technologie cognitive.